# Tristan Hammond
Tristan Shane Hammond (* 5. Januar 2003 in Westmead) ist ein australischer Fußballspieler, der auch einen peruanischen und einen italienischen Pass besitzt.

## Karriere

### Verein
Hammond wechselte zur Saison 2014/15 nach Portugal in die Jugend von Belenenses Lissabon. Zur Saison 2015/16 wechselte er in die Jugend von Sporting Lissabon, in der er sechs Jahre verbrachte. Im August 2021 wechselte der Flügelstürmer zum österreichischen Bundesligisten FK Austria Wien.
Bei der Austria debütierte er im selben Monat zunächst für die zweite Mannschaft in der 2. Liga, als er am sechsten Spieltag der Saison 2021/22 gegen den SKN St. Pölten in der Startelf stand. Zu einem Profieinsatz bei der Austria sollte er nie kommen, für die Reserve absolvierte er 21 Zweitligapartien, ehe er mit dem Team 2023 aus der 2. Liga abstieg. Daraufhin verließ Hammond die Austria nach der Saison 2022/23.

### Nationalmannschaft
Hammond nahm 2018 mit der australischen U-16-Auswahl an der Asienmeisterschaft teil. Während des Turniers kam er in allen fünf Partien seines Landes zum Einsatz, mit Australien schied er im Halbfinale aus. Durch die Halbfinalteilnahme durfte die U-17-Mannschaft an der WM im folgenden Jahr teilnehmen, für die Hammond auch wieder nominiert wurde. Der Angreifer kam erneut in allen Partien der Australier zum Zug, für die allerdings bereits in der Gruppenphase Endstation war.